# El Palacio de Hierro
El Palacio de Hierro S.A.B. de C.V. é uma empresa mexicana que opera actualmente 570 lojas de departamento de luxo no México com a sua sede na Cidade do México. Fundada originalmente como sociedade em comandita simples em 1891, tornou-se a primeira sociedade comercial do país em 1898.

## Antecedentes
Quando o México estava no auge da sua vice-reitoria e ainda se chamava Nova Espanha, a entrada de estrangeiros era proibida. Os poucos que chegaram tiveram permissão da Coroa. No final do século XVIII, a situação relaxou um pouco e chegaram alguns franceses, como o comerciante Ernesto Maillefert. Em 1821, uma vez alcançada a independência, chegaram mais mercadores franceses. Jacques Arnaud, um barcelonnette, como as pessoas nascidas no vale do rio Ubaye no sul de França são chamadas no México, chegou à Cidade do México. Os dois abriram "Las siete puertas", uma elegante e bem abastecida loja de roupa ou caixote. Assim, antes de Agustín de Iturbide se tornar imperador, começou o movimento comercial que se estabeleceu entre o México e a Barcelonnette desde então até à Segunda Guerra Mundial e que deu origem a muitas lojas mexicanas, entre elas El Palacio de Hierro.
O fluxo era tão importante que em Jausiers, a aldeia onde Jacques Arnaud e os seus irmãos nasceram, há uma placa que diz:
"Las Siete Puertas" ; Los 3 hermanos Arnaud, primeros hijos del Valle que partieron a México "1821" abriendo en el centro de la Ciudad de México el almacén de telas.
"Las Siete Puertas" ; La prosperidad de esta tienda dio nacimiento al de la formidable emigración de los barcelonnettes a México.
(em português: "As Sete Portas" ; Os 3 irmãos Arnaud, os primeiros filhos do Vale que partiram para o México "1821", abrindo no centro da Cidade do México o armazém de tecidos.
"As Sete Portas" ; A prosperidade desta loja deu origem à formidável emigração dos Barcelonnettes para o México.)

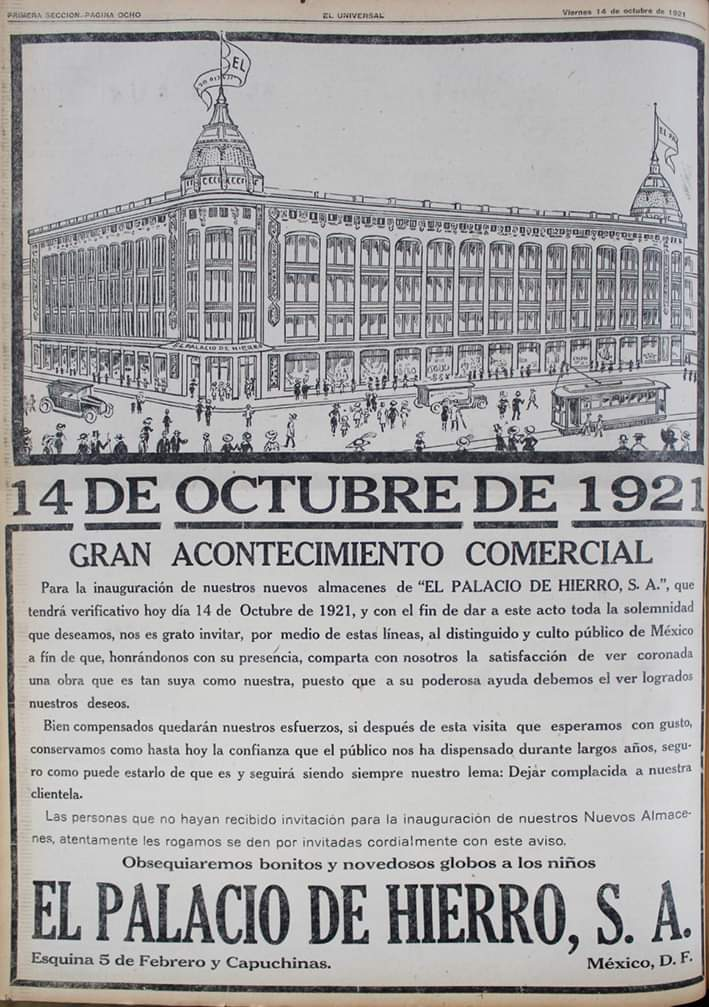
Promoção da inauguração do novo edifício em 1921.

A emigração deixou o Vale de Ubaye praticamente sem mão-de-obra masculina. Além disso, os Barcelonnettes casaram quando já se tinham reformado da vida activa, ou seja, quando tinham cerca de 45 anos de idade. Desta forma, evitavam problemas familiares que perturbariam a sua eficiência no trabalho. Como os seus filhos eram muito novos, quando eram proprietários de empresas, foram sucedidos pelos seus irmãos mais novos, sobrinhos e sobrinhas, e pelos seus empregados excepcionais. A formação fazia parte do processo de promoção, como definido como escada: aprendiz não remunerado, vendedor com um salário mensal de dez pesos; depois agente de vendas; depois associado, com direito a uma percentagem dos lucros. Como gestor, a percentagem subiu de acordo com a responsabilidade: venda a retalho, venda por grosso, compra no mercado, correspondência, caixa, contabilidade e finalmente gestão. Aqueles que preferiam um caminho mais livre e ganhavam mais de mil pesos por mês, após três anos de aprendizagem, foram trabalhar como vendedores nos circuitos de distribuição das lojas em todo o México.
No primeiro ano, praticamente ninguém foi pago: os aprendizes pagaram o custo da viagem com o seu trabalho. Como todos os trabalhadores, receberam uma casa, comida e duas garrafas de vinho: uma a 14 de Julho e outra a 24 de Dezembro. No seu livro, Chabrand descreveu: De manhã à noite, eles não fazem mais nada senão enrolar, dobrar e colar os tecidos, e colocar as peças nas prateleiras na sala dos fundos. À medida que se desarranja como está arranjado, quando pensam ter terminado, têm de começar tudo de novo. Logicamente, estão sob as ordens de todos os vendedores a quem têm de obedecer: "Obedecer e calar... sem murmurar", é o lema... Durante esta aprendizagem, que, reconhecidamente, é extremamente cansativa, eles dormem no balcão. São também responsáveis pela limpeza e varredura de todo o local.
Para subir nas fileiras, a sua primeira preocupação deve ser aprender a língua espanhola o mais rapidamente possível, memorizar os nomes de todos os bens e familiarizar-se com o manuseamento das moedas mexicanas.
A língua não é um grande problema, uma vez que o seu Pattois nativo é semelhante ao espanhol, mas o sistema monetário parece muito complicado para eles. Os franceses utilizam o sistema monetário decimal, criado no seu país. Foi tentada a sua introdução no México, com poucos resultados, pelo que coexiste com a octaval em uso desde a Colónia, com o resultado de dificuldades crescentes.
Em 1862, na sequência da Segunda intervenção francesa no México, a Compagnie Générale Transatlantique (CGT) inaugurou a rota Saint-Nazaire-Caribe-Veracruz. Em 1864, com a chegada de Maximilian, foi estabelecida uma viagem mensal, o que levou a um aumento da migração de jovens franceses.4 Entre eles vieram dois: Joseph Tron e Joseph Léautaud. Encontraram-se na travessia. Ambos os jovens chegaram ao Portal de las Flores, no Zócalo da Cidade do México. Havia ali uma caixa de roupa chamada Las Fábricas de Francia, onde trabalharam até que a compraram em 1876 aos antigos proprietários, de acordo com o costume de Barcelonnetta. Juntamente com Jules e Henri, irmãos de Joseph Tron, formaram uma empresa: J. Tron and Co.
Em 1888, J. Tron y Cía. vendeu Las Fábricas de Francia para abrir as primeiras lojas de departamento no México: El Palacio de Hierro. Era para ter muito mais mercadoria do que uma loja de departamentos de vestuário, ou uma loja de novidades, como eles chamavam aqueles que oferecem bens pessoais e domésticos.